# خانة خل سفلي
خانة خل سفلي هي قرية في مقاطعة سردشت، إيران. عدد سكان هذه القرية هو 55 في سنة 2006.